# دانیله گاتی
دانیله گاتی (به ایتالیایی: Daniele Gatti) (زادهٔ ۶ نوامبر ۱۹۶۱، میلان) موسیقی‌دان و رهبر اکستر اهل ایتالیاست.